# Tarqui
Tarqui é um município da Colômbia, localizado no departamento de Huila.